# Вторжение далеков на Землю
Вторжение далеков на Землю (англ. The Dalek Invasion of Earth) — десятая серия британского научно-фантастического телесериала «Доктор Кто», состоящая из шести эпизодов, которые были показаны в период с 21 ноября по 26 декабря 1964 года.

## Синопсис
ТАРДИС попадает на Землю, захваченную далеками в 22 веке. Им предстоит помочь последней группе мятежников, оказывающей сопротивление

## Сюжет

### Эпизод 1. Конец света
Начинается с того, что некий человек в скафандре лезет в воду и погибает. Герои оказываются в Лондоне, не далеко от 1964 года, как им кажется. Только вокруг все заброшено. Происходит обвал моста, из-за того, что Сьюзен пыталась залезть повыше. В результате ТАРДИС засыпает обломками. Сьюзен подвернула ногу. Барбара ищет чем можно ногу вылечить. Доктор и Йен отправляются на поиски горелки, чтобы разрезать балку. Сьюзен осталась у моста. Барбара обнаруживает табличку: «Сбрасывать трупы в воду запрещается», перебинтовывает Сьюзен ногу и идет ещё раз смочить повязку. Доктор с Йеном зашли на склад и поднялись по лестнице. Под лестницей кто-то следил за ними. Йен увидел, что у электростанции нет двух труб. Доктор нашел календарь, где был указан год — 2164. В воде Барбара нашла труп и побежала к Сьюзен, но её не было. Тут появляется неизвестный мужчина. Барбара интересуется у него, где Сьюзен. Выясняется, что её забрал некий Тайлер. Мужчина просит Барбару бежать за ним. На складе из одного ящика выпадает мертвец в шлеме и с кнутом. Йен забрал кнут. Тайлер несет на руках Сьюзен. Мужчина бежит заброшенного здания. Барбара следует за ним, но отстает и попадает в тупик, вдруг кто-то хватает её за руку. Йен и Доктор вышли из склада и побежали к мосту. В небе появляется летающая тарелка . Барбара, Тайлер и Сьюзен бегут по тоннелю, добегают до базы. На базе присутствуют ещё двое человек: первый Дортман, в инвалидной коляске, второй — Дэвид, который отправился на поиски Доктора и Йена (позже выяснится, что он и был мужчиной под лестницей). Барбару и Сьюзен берут на базу как поваров. Тайлер отводит женщин вниз, а Дортман остается на карауле. Под мостом появляются люди в шлемах, который приказывают остановиться. Доктор с Йеном попытались скрыться в реке, но в этот момент из воды поднимается металлический робот.

### Эпизод 2. Далеки
По голосу из робота Доктор с Йеном узнают далеков. На базу выживших поступает сообщение робо-голосом: «сдавайтесь, далеки хозяева Земли». Дортман позвал Тайлер для разговора. Перед разговором он попросил Дженни позаботиться о ноге Сьюзен, а самой Сьюзен сказал, что Дэвид скоро вернется. Дортман, Тайлер и Дэвид обсуждают атаку, для неё Дортман сделал бомбу. Доктора,Йена и ещё двух пленных привели на какую-то площадку. Доктор замечает, что с прошлой встречи у далеков появились диски и они могут ходить по земле. Один из заключенных предлагает бежать. Его не поддержали. Заключенный побежал, но его окружили и убили. Остальных пленных забрали на тарелку. Дженни рассказывает Сьюзен, что если на человека наденут шлем он станет рабом и обратно стать человеком не сможет. Если шлем сломать они убивают сами себя прыгая в реку и с крыш. Доктора ,Йена и Ларри Крэдока запирают в тюрьму с камерами наблюдения. От выживших герои узнают, что далеки занесли на Землю новый вид чумы, а когда Земля ослабла напали. Они что-то ищут под Землей. Доктор находит электронный ключ в коробке, который можно вытащить используя магнетизм. Установлен, чтобы далеки смогли выбраться, если их запрут в своей же тюрьме. Доктор смог разгадать как вызвать магнетическую реакцию и получил ключ. Используя смену магнитных полей Доктор открывает дверь. Оказалось это была лишь проверка на уровень интеллекта Доктора. Его уводят, чтобы роботизировать. Ларри и Йена снова запирают. Выжившие надев сломанные шлемы прикинулись робо-людьми и дошли до тарелки. Дэвид, Барбари Сьзен кидают бомбы и бегут при отступлении некоторых убивают. И «робо-люди» с «пленниками» зашли на тарелку. Доктор лежит на столе готовый к операции.

### Эпизод 3. День расплаты
Выжившие спасают Доктора и освобождают пленных. Дэвид приказывает Дженни увести Барбару и Сьюзен, а сам побежал в самое пекло событий. Хотя Барбара не слушает и убегает за Дэвидом. Дженни уводит Сьюзен. Группа прорывается сквозь далеков и робо-людей, кидая в них бомбы. Далеки пускают дым. Группа выбежала из тарелки и разбежались все кто смог. Из двери выходит Йен видит Барбару и приказывает ей бежать, она кинула бомбу и послушалась. Йен забежал обратно в корабль от далеков, где он и спрятался. Сьюзен потерялась. Доктор тоже. Тайлер пошел искать выживших. На базе остались лишь Барбара Дортман и Дженни .Судьба остальных неизвестна. На базе решают переехать в другое место, музей запасная база, куда скорее всего будут бежать выжившие. Бомбы оказались бесполезными. Тарелка взлетела вместе с Йеном. Он спасает Ларри от схватившего его робо-человека. Они вдвоем оказались на корабле. Ларри залез на корабль, чтобы найти брата, ведь тарелка летит в шахты. Избавляются от трупа, после оба прячутся в нише. Дэвид со Сьюзен спрятались на складе от преследующего их далека. После они встречают Беккера и Доктора, которого он нес. Беккер говорит, что сбежали лишь 4-5 человек остальные либо в плену либо мертвы. После Беккер ушел, но его окружили далеки. Они его убили. Барбара,Дженни и Дортман добрались до музея. Дженни говорит, что по знакам выжившие идут к югу города, а музей находится на северной части. Дортман сказал, что доработал бомбу и просил Барбару показать записи Доктору. Он послал Дженни стоять на стрёме, а после попросил Барбару вернуть её. Когда обе ушли он оставил свои записи. И поехал прямо на далеков. Они его убили, а бомба до них не долетела. Доктор,Дэвид и Сьюзен решают отправиться на север. Тарелка приземлилась Джек и Йен решают выбраться через мусоропровод. На склад, где прячутся Дэвид,Доктор и Сьюзен робо-люди приносят бомбу с тикающим механизмом и уходят.

### Эпизод 4. Конец завтрашнего дня
Доктор упал в обморок. Дэвид используя кислоты из бомбы Дортмана прожигает корпус и во время разбирает её. Бомба обезврежена. Дэвид предлагает Сьюзен бросить Доктора, спрятав его от далеков. В музее Барбара и Дженни готовят к поездке один грузовик-экспонат. Йен с Ларри вышли наружу.,Там они встречают одного рабочего-Уэлс и робо-человека. Робо-человек приказал Йену и Ларри идти на отбор, а сам ударил рабочего. Йен с Ларри заводят рабочего в здание. Робо-человек зашел, а Йен его убил киркой. Уэлс рассказал об одном человеке Эштоне, он может достать все, что угодно. Йен попросил организовать встречу. Барбара с Дженни выезжают. Дэвид и Сьюзен идут по канализации, без Доктора. Дэвид нашел пистолет с 4 патронами. И тут на них самих кто-то направляет пистолет. Барбара и Дженни едут на грузовике и сбивают нескольких далеков. Далеки отправили тарелку. Барбара и Дженни выбежали из грузовика, сразу после этого он взорвался . Тарелка улетела. Человек направивший пистолет-Тайлер. Вместе они решают что теперь можно взять с собой Доктора. Барбара с Джинни идут к шахтам. Йен и Ларри увидели странное существо-слизера и спрятались в здании, где на них направил пистолет Эштон. Он сказал, что за хорошую цену он проведет их в Лондон, но узнав, что у них нет денег был готов убить их. Тут появляется Уэлс, который платит за еду. Он отказывается делиться с Эштоном. И рассказывает, что слизер просто ходит и ест людей. Тайлер ушел слишком далеко и его потеряли. Впереди была лестница по которой можно лезть вверх и вниз. Сьюзен полезла вниз. Лестница погнулась ,Сьюзен повисла, а внизу был крокодил. Вверху появляется Тайлер, который пистолетом отгоняет крокодила и ставит лестницу обратно. Он говорит, что нашел Доктора и он ждет на верху. Во время перекуса появляется слизер. Он нападает на Эштона. Уэлс,Йен и Ларри выбираются и разделяются. Ларри и Йен добегают до водоема. Ларри говорит, что в воду что-то упало .На них надвигается слизер.

### Эпизод 5. Пробужденный союзник
Йен и Джек прыгают в навесной подъёмник для отходов .Слизер за ними Йен бьет его по голове, пока тот не срывается. Подъёмник спускается вниз. В канализации Сьюзен и Доктор прячутся, а между Тайлером и Дэвидом с двумя робо-людьми завязывается драка. Группа побеждает и идет дальше, оставив одного без сознания, но живым. Барбара с Джинни находят дом в, котором обосновались старушка с женщиной. Барбара дала им еду взамен они разрешили переночевать и переждать дождь. Оказалось они делают одежду для заключенных. Женщина с одеждой вышла на улицу, сославшись на то что её надо отнести одежду, в дождь. Она остановилась за дверью и начала чего-то ждать. Йен с Ларри спрыгнули с телеги, несмотря на то, что высота была 12 футов(3,6 метра). При падении Джек повредил колено. Они решили спрятаться. Женщина привела далека, который увел Барбару и Дженни. Взамен старуха с девушкой получили еду. Йен с Ларри спрятались за кучу корзин. Робо-человек вел группу людей и приказал им брать корзины. Один из рабочих сказал, что эту территорию будут зачищать. Йен с Ларри решили слиться с рабочими. Ларри узнает робо-человека, это его брат-Фил. Ларри пытается вразумить брат, но он уже не его брат. Фил берет автомат. Ларри бросается на него. Слышатся выстрелы, оба падают. Перед смертью Филл назвал имя брата .Ларри тоже получил ранения и умер. Рабочие хватают Ларри и уносят его. Йен бежит туда, куда вели рабочих. Сьюзен готовит обед. Дэвид принес рыбу, завязывается разговор, а после они целуются. Идиллию прерывают Доктор с Тайлером. Доктор думает, что далеки на Земле лишь затем, чтобы выкопать нечто. Дэвид говорит это невозможно без землетрясения, которого мы не переживем. Доктор решил возможно они контролируют силы мироздания, чем посягнули изменить его. Йен увидел, что в шахтах работают Барбара и Джинни. Уэлса просят отнести корзины, отойдя он встречает Йена, который просит рассказать Барбаре, что он жив. Уэлс соглашается, но после того как унесёт корзины. Барбара говорит Джинни, что нужно попасть в главный пункт. Барбара демонстрирует далеку чертежи бомбы Дортмана и заявляет, что знает где прячутся повстанцы. Она требует встречи с главным. Далек соглашается. Джинни и Барбару уводят на встречу. Уэлс вернулся и увидев, что Барбару увели сказал Йену спрятаться. Йен убежал в галерею. Оказалось, что далеки хотят вынуть ядро земли и заменить специальной системой управления, чтобы они могли перемещать Землю куда они хотят. Далеки готовится устроить взрыв в коре. Они поместили заряд в капсулу. Йен понял что далеки приближаются и спрятался в половинку от капсулы. Две половинки соединяют и капсула поехала к месту взрыва с Йеном внутри.

### Эпизод 6. Точка воспламенения
Йен начинает выдергивать провода и капсула поехала вверх. Открылся люк, но бомба не выпала. После Йен выбрался из капсулы через люк для бомбы и по веревке на, которой висела капсула начал спускаться. Далек прожег веревку и Йен упал к входу в шахту, находящуюся перед точкой взрыва .Далеки соврали командиру, что бомба взорвалась. Тогда главный далек приказал убить всех людей, для этого приказал робо-людям согнать всех на нижний ярус. Барбара начала рассказывать план придуманного ею восстания и успела отменить приказ далеков, но их схватили и связали. Доктор с Тайлером начали спускаться в шахту, поручив перед этим Дэвиду и Сьюзен отсоединить кабель у столба, который дает энергию далекам.. Доктор вскрыл дверь и они с Тайлером вошли внутрь. Йен зашел в шахту и подпер дверь бревном, которое зачем-то нужно робо-людям. Далеки снова запустили капсулу она взорвется через час. Далеки начинают уходить. Доктор и Тайлер спрятались за дверью. Далеки их не заметили. Тайлер и Доктор освобождают Барбару и Джинни, которых оставили дожидаться взрыва. Один из далеков зашел в командный пункт. Дэвид и Сьюзен взрывают столб с проводами. Далек останавливается. Барбара отдает приказ робо-людям убить далеков. Для робо-людей это не сложно ведь далеки остановились. Люди выбежали из шахты из толпы появился Йен с Уэлсом, который остался с группой в командном пункте. Группа выбежала из шахт. Бревно, которым Йен подпер дверь с другой стороны остановило капсулу и она не добралась до центра Земли. Взрыв проделал кратер из которого потекла лава, но от этого ядро Земли не выйдет. Герои вернулись в Лондон. Доктор дал Тайлеру задание восстановить Землю. Снова начал бить Биг-Бен .ТАРДИС расчищена от завала. Доктор заходит в ТАРДИС,Тайлер уходит,Барбар увела Йена. Дэвид остался наедине со Сьюзен. Дэвид признается в любви и просит её остаться, но она говорит, что не может бросить деда. После не выдерживает и тоже признается в своих чувствах. Доктор,Йен и Барбара наблюдали за этим из ТАРДИС.Доктор закрывает дверь и по громкой связи говорит, что хочет чтобы она осталась там где ей хорошо. Доктор пообещал вернуться и ТАРДИС дематериализуется оставляя Сьюзен в 2164 году с Дэвидом.

## Трансляции и отзывы
| Эпизод                  | Дата показа     | Продолжительность | Телезрители (в миллионах) | Archive  |
| ----------------------- | --------------- | ----------------- | ------------------------- | -------- |
| «Конец света»           | 21 ноября 1964  | 23:42             | 11.4                      | 16mm t/r |
| «Далеки»                | 28 ноября 1964  | 24:19             | 11.4                      | 16mm t/r |
| «День расплаты»         | 5 декабря 1964  | 26:50             | 11.9                      | 16mm t/r |
| «Конец завтрашнего дня» | 12 декабря 1964 | 23:23             | 11.9                      | 16mm t/r |
| «Пробужденный союзник»  | 19 декабря 1964 | 24:29             | 11.4                      | 16mm t/r |
| «Точка воспламенения»   | 26 декабря 1964 | 25:21             | 12.4                      | 16mm t/r |
| [ 1 ] [ 2 ]             |                 |                   |                           |          |